# Clóvis Paiva
Clovis Jose Pragana Paiva (Ribeirão, 19 de setembro de 1965) é um empresário e político brasileiro. Ex-deputado estadual de Pernambuco.

## Biografia
Em 2004 foi eleito para seu primeiro mandato na prefeitura de Ribeirão, sendo reeleito em 2008. Em 2018 foi Eleito deputado estadual, com 37.403 (0,83% dos válidos) votos.